# Konventionen om ekonomiska, sociala och kulturella rättigheter

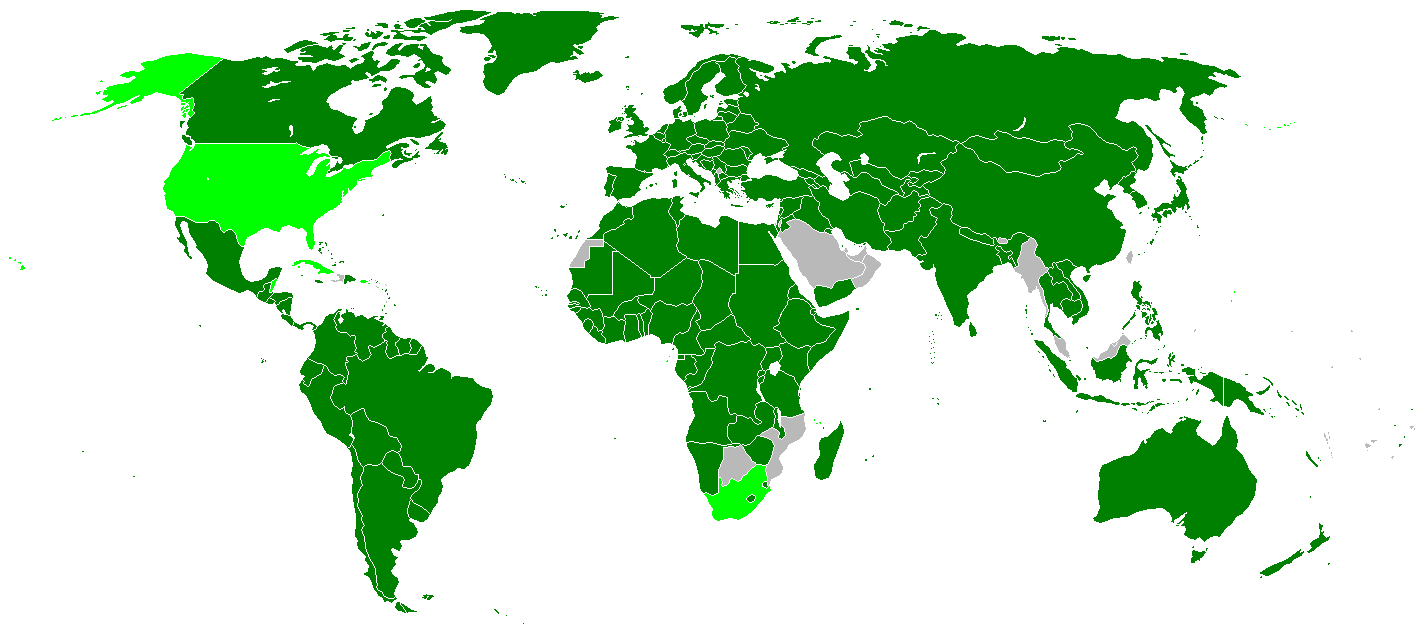
ICESCR-medlemmar

Konventionen om ekonomiska, sociala och kulturella rättigheter (ICESCR) är en FN-konvention som togs fram för att säkra att de enskilda medborgarna ges ett gott stöd av sina stater om ekonomiska, sociala och kulturella rättigheter.
FN:s ekonomiska och sociala råd (ECOSOC) har i uppdrag att följa staternas tillämpning av konventionen. Rådet satte år 1985 upp en kommitté som ska utreda staters uppföljning. Denna kommitté ställer krav på att länderna ska förklara svårigheter som har uppstått, att de ska ge statistik och siffror som man kan använda i utvärderingen. Staterna ska rapportera till kommittén vart femte år. 
Rättigheterna kan sammanfattas i: 
- rätten till social trygghet

- rätten till en tillfredsställande levnadsstandard

- rätten till fri utbildning även högre utbildning

- rätten till hälsa

- rätten till arbete

- rätten till strejk